# Bumpety Boo
Bumpety Boo (へーい！ブンブー Hēi! Bumbū?, Hey! Bumboo) fue una serie animada producida por la Nippon Animation Company desde el año 1985 hasta 1986. Consistía en 130 episodios de 10 minutos cada uno.
La serie trataba sobre las aventuras de un niño llamado Ken, quien siempre soñó con tener un auto, y Bumpety Boo, un auto amarillo que tenía la capacidad de hablar y nació de un huevo. Juntos viajan por el mundo y deben soportar a Dr. Monkey, el villano. Ken tendrá que lidiar a lo largo de la historia con los intentos de Dr. Monkey por quitarle a Bumpety Boo.
Bumpety Boo y Ken emprendieron un largo viaje en búsqueda de la familia del autito amarillo, sin embargo siempre encontraban aventuras y a quienes ayudar, haciendo cada vez más infructuosa la búsqueda dada la falta de pistas. Había también otros autos que hablaban y eran ayudados por Bumpety Boo, quien al oler una amapola ganaba fuerzas y rapidez.
Al final de la serie ya casi sin esperanzas, encuentran a la familia de Bumpety Boo.